# Xystrocera buquetii
Xystrocera buquetii es una especie de escarabajo longicornio del género Xystrocera, categorizada en la tribu Xystrocerini, de la subfamilia Cerambycinae. Fue descrita por Thomson en 1858.

## Descripción
Mide 26 mm de longitud.

## Distribución
Se distribuye por Camerún, Costa de Marfil, Gabón y Guinea Ecuatorial.